# Schöningen
Schöningen je město v Německu v zemi Dolní Sasko. Podle sčítání z roku 2020 má 11 214 obyvatel. Město se nachází na jihovýchodním okraji pohoří Harz. Založeno bylo v roce 1974 spojením obcí Esbeck, Hoiersdorf a Schöningen. Historie místa je však mnohem starší, proslulá jsou čtyři starodávná dřevěná kopí nalezená v povrchovém dole poblíž města. Kopí jsou stará asi 400 000 let, což z nich činí nejstarší dřevěné artefakty na světě a také nejstarší zbraně, jaké kdy byly nalezeny. Tři z nich byly určeny patrně k vrhání a lovci je používali zřejmě k lovu divokých koní, jejichž pozůstatky byly u oštěpů rovněž nalezeny. Oštěpy jsou v současné době vystaveny v návštěvnickém centru, které bylo v Schöningenu otevřeno v roce 2013. Unikátní je rovněž místní nález 300 000 let staré fosílie palaeoloxodona. Nejstarší písemná zmínka o původní obci Schöningen pochází z roku 747, nachází se v letopisech Annales regni Francorum. V Schöningenu se narodil kolem roku 940 svatý Willigis, arcikancléř císaře Oty III. Schöningen byl posléze majetkem benediktinského opatství založeného v roce 983. Nedaleký hrad Elm, postavený v 11. století, byl od roku 1221 sídlem komendy německých rytířů. Od 14. století byla obec součástí Brunšvicko-lüneburského vévodství. Asi v roce 1350 nechal vévoda Magnus Zbožný postavit hrad Schöningen jako lovecký zámeček a také k zajištění blízké hranice s biskupstvím Halberstadt.